# Ryū Takao
Ryū Takao (髙尾 瑠 Takao Ryū?, Aichi, 9 de noviembre de 1996) es un futbolista japonés que juega como defensa en el Hokkaido Consadole Sapporo.

## Trayectoria
En 2019 se unió al Gamba Osaka de la J1 League.

## Clubes
| Club                       | País  | Año       |
| -------------------------- | ----- | --------- |
| Gamba Osaka                | Japón | 2019-2024 |
| Hokkaido Consadole Sapporo | Japón | 2024-     |